# Live 2001-2002 World Tour
Live 2001-2002 World Tour è il primo DVD ufficiale della cantante italiana Laura Pausini pubblicato il 30 dicembre 2002.

## Il DVD
Il DVD contiene la registrazione del concerto al Mediolanum Forum d'Assago di Milano del 2 dicembre 2001, una delle tappe del World Tour 2001-2002.

## Tracce
- DVD:  5050466109125 - 0809274975622

Live
1. E ritorno da te (Video Live) – 4:25 (testo: Laura Pausini, Cheope – musica: Daniel Vuletic)
2. La mia risposta (Video Live) – 3:34 (testo: Laura Pausini, Cheope – musica: Claudio Guidetti)
3. Gente (Video Live) – 4:33 (testo: Cheope, Marco Marati – musica: Angelo Valsiglio)
4. Il mondo che vorrei (Video Live) – 4:16 (testo: Laura Pausini – musica: Eric Buffat, Gianni Salvatori)
5. Ascolta il tuo cuore (Video Live) – 4:25 (testo: Cheope, Fabrizio Pausini – musica: Vito Mastrofrancesco, Alberto Mastrofrancesco, Charles Cohiba)
6. Un'emergenza d'amore (Video Live) – 4:57 (testo: Laura Pausini, Cheope, Massimo Pacciani – musica: Eric Buffat)
7. Seamisai (Video Live) – 4:14 (testo: Cheope – musica: Giuseppe Carella)
8. Fidati di me (Video Live) – 4:02 (testo: Laura Pausini, Giuseppe Dati, Cheope – musica: Giuseppe Tosetto)
9. La solitudine (Video Live) – 4:16 (testo: Federico Cavalli, Pietro Cremonesi – musica: Angelo Valsiglio, Pietro Cremonesi)
10. Le cose che vivi (Video Live) – 5:06 (testo: Cheope, Fabrizio Pausini – musica: Giuseppe Carella, Fabrizio Baldoni, Gino De Stefani)
11. Tra te e il mare (feat. Biagio Antonacci) (Video Live) – 4:23 (testo e musica: Biagio Antonacci)
12. Una storia che vale (Video Live) – 4:40 (testo: Laura Pausini, Cheope – musica: Daniel Vuletic)
13. One More Time (Video Live) – 4:57 (testo e musica: Richard Marx)
14. Incancellabile (Video Live) – 4:02 (testo: Cheope – musica: Giuseppe Carella, Fabrizio Baldoni, Gino De Stefani)
15. Angeli nel blu (Video Live) – 4:03 (testo: Cheope, Leonello Meneghetti – musica: Eric Buffat, Leonardo Abbate)
16. Mi rubi l'anima (Video Live) – 4:39 (testo: Federico Cavalli – musica: Angelo Valsiglio, Pietro Cremonesi)
17. Strani amori (Video Live) – 3:19 (testo: Cheope, Marco Marati, Francesco Tanini – musica: Angelo Valsiglio, Roberto Buti)
18. Non c'è (Video Live) – 4:12 (testo: Federico Cavalli, Pietro Cremonesi – musica: Angelo Valsiglio, Pietro Cremonesi)
19. In assenza di te (Video Live) – 7:35 (testo: Laura Pausini, Cheope – musica: Antonio Galbiati)
20. Il mio sbaglio più grande (Video Live) – 4:46 (testo: Laura Pausini, Giuseppe Dati, Cheope – musica: Andreas Carlsson, Alistair Thomson)
21. E ritorno da te (Video Live) – 3:35 (testo: Laura Pausini, Cheope – musica: Daniel Vuletic)

Contenuti speciali
1. Volvere junto a ti (Videoclip) – 3:57
2. E ritorno da te (Videoclip) – 3:57
3. Una storia che vale (Videoclip) – 4:10
4. Dos historias iguales (Videoclip) – 4:10
5. Volvere junto a ti (Spanish Track) – 4:16 (testo: Laura Pausini, Cheope - adatt. spagnolo: Badia – musica: Daniel Vuletic)
6. Entre tú y mil mares (Spanish Track) – 4:03 (testo e musica: Biagio Antonacci – adatt. spagnolo: Badia)
7. Inolvidabile (Spanish Track) – 3:50 (testo: Cheope – adatt. spagnolo: Badia – musica: Giuseppe Carella, Fabrizio Baldoni, Gino De Stefani)
8. Amores extraños (Spanish Track) – 4:20 (testo: Cheope, Marco Marati, Francesco Tanini – adatt. spagnolo: Badia – musica: Angelo Valsiglio, Roberto Buti)
9. Videowall (Video) – 3:03
10. You were here (Video) – 0:54
11. Credits (Video) – 1:00
12. Theater Box Construction (Video) – 2:07
13. Una storia che vale (Video Backstage) – 4:09
14. E ritorno da te (Video Backstage) – 4:06

## Classifiche

### Classifiche settimanali
| Classifica (2004) | Posizione massima |
| ----------------- | ----------------- |
| Belgio (Vallonia) | 5                 |